# オフショア金融センター

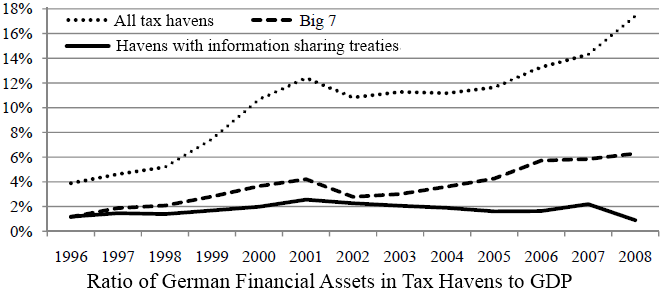
タックス・ヘイヴンに在るドイツの資産のドイツのGDPに対する割合。法令遵守をエンフォースするため租税情報を共有する国にあるタックス・ヘイヴンは衰退してきた。「Big 7」は、香港、アイルランド、レバノン、パナマ、シンガポールおよびスイスである。

オフショア金融センター（オフショアきんゆうセンター、Offshore Financial Center：OFC）とは、厳格な意味でのオフショア市場である。通常は、小規模かつ低税率な法域であって、非居住者たるオフショア会社に対する企業向け商業サービスの提供とオフショア・ファンドによる投資に特化したものをいう。
この用語は1980年代にまで遡る。研究者のローズ（Rose）とシュピーゲル（Spiegel）、ソシエテ・ジェネラルおよび国際通貨基金 (IMF)は、オフショア・センターには、その居住人口に比例しない金融セクターを有するあらゆる経済圏が含まれるとした。
An OFC is a country or jurisdiction that provides financial services to nonresidents on a scale that is incommensurate with the size and the financing of its domestic economy.
（オフショア金融センターとは、その内部経済の大きさおよびこれに対する資金調達には不釣り合いな規模で非居住者に対する金融サービスを提供する国または法域である。）

--Ahmed Zoromé, IMF Working Paper/07/87

## 定義
ある金融センターが「オフショア」か否かは程度問題である。現に、IMFのワーキング・ペーパーは上記記述を引用し、このオフショア・センターの定義には英国および米国も含まれるが、これらの国は、その大規模な人口やG20やOECDといった国際機関に加盟していることから、通常は「オンショア」とされるとしている。
「タックス・ヘイヴン」というより不明瞭な用語は、しばしばオフショア・センターについて用いられることがあることから、両概念は混同されることがある。Tolley's International Initiatives Affecting Financial Havensにおいて、用語集の執筆者は「オフショア金融センター（offshore financial center）」を率直に「タックス・ヘイヴンと呼ばれてきたものを指す政治的に正しい用語」（a politically correct term for what used to be called a tax haven）と定義する。しかしながら、次のような留保を付している。「この用語を使用するということは、ある法域が、いかなる一般的な意義においてもタックス・ヘイヴンでないまま、オフショア金融センターとしての一定の便益を提供し得る、という重要な指摘をするものである。」（“The use of this term makes the important point that a jurisdiction may provide specific facilities for offshore financial centers without being in any general sense a tax haven.”）米国内国歳入庁の1981年の報告は次のように結論づける。「ある国がタックス・ヘイヴンであることの条件は、そのように見え、かつ、気にする者によってそのように考えられることである。」（“a country is a tax haven if it looks like one and if it is considered to be one by those who care.”）
金融機関の守秘義務と租税回避の示唆するところによれば、「タックス・ヘイヴン」は必ずしもオフショア金融センターを示す適切な用語ではない。その多くにおいては、法定の銀行の守秘義務がなく、その多くは、租税情報交換プロトコルを採用し、諸外国が脱税の容疑について捜査できるようにしているのである。
オフショア金融センターに対する見方は二分されている。擁護者は、評判のよいオフショア金融センターは、国際金融と貿易において適法かつ不可欠な役割を果たしており、その非課税の仕組みによってフィナンシャル・プランニングおよびリスク・マネジメントが可能となり、また、（航空機ファイナンスや船舶ファイナンス、医療機関の再保険といった）グローバルな取引に必要なクロス・ボーダー・ビークルの一部を可能たらしめているというのである。擁護者は、米国政府（外国販売会社（Foreign Sales Corporation (FSC)）の継続的利用によりオフショア金融センターを推進している。）および英国政府（カリブ海の属領におけるオフショア金融を積極的に推進しており、その目的はこれらの地域における経済の多様化の支援と、英国ユーロ債市場の促進である。）によるオフショア・センターに対する黙示の支持を指摘する。
米国政府の関係法人である海外民間投資公社（Overseas Private Investment Corporation (OPIC)は、会社法の未発展な国において貸付けを行う際には、しばしば、借入人に対して、ローンによる資金調達を容易にするためのオフショア・ビークルを設立することを要求する。米国の対外援助は、法律上、オフショア・エンティティーの組成なくしては実行することすらできないとの議論も可能であろう。

## 監視
オフショア金融は、2000年以降ますます注意を払われるようになっており、特に2009年8月のG20会議の後はなおさらである。同会議においては、各国首脳によって、非協力的な法域に対して「措置を執る」（take action）ことが決議された。経済協力開発機構（OECD）、資金洗浄に関する金融活動作業部会（FATF)および国際通貨基金（IMF）を先鋒とするイニシアティヴは、オフショア金融産業に対して重大な影響を及ぼしてきた。ほとんどの主要なオフショア・センターは、相当程度、資金洗浄その他の主要な規制される活動についてその内部規制を締め付けた。現に、ジャージーは国際的に最も従順な法域と格付されており、「40＋9」の勧告事項のうち44を遵守している。
2007年には、エコノミスト誌が、オフショア金融センターの調査結果を公開した。同雑誌は歴史的にオフショア金融センターに対して敵対的であったものの、この報告は、オフショア金融の役割についてずっと寛大な見解にシフトしたことを示すもので、次のように結論づけている。
Although international initiatives aimed at reducing financial crime are welcome, the broader concern over OFCs is overblown. Well-run jurisdictions of all sorts, whether nominally on- or offshore, are good for the global financial system.
（国際的イニシアティヴが金融犯罪の減少を目指していることは歓迎すべきことであるが、オフショア金融センターに対するより広範囲な懸念は誇張されたものである。状態のよい法域は何であれ全て、名目上オンショアであれオフショアであれ、グローバルな金融システムにとってよいものである。）
チャネル諸島は、オフショア事業によって得られた資金は現にイングランド銀行を経由しており、そのため英国は、オフショア・センターとしてのこの王室属領の成功から利益を得ているのだとする。

## 課税
ほとんどのオフショア金融センターは元来、租税負担の最小化を支援する仕組みを容易にすることによって著名となったものであったが、租税回避は、近年においては、オフショア金融センターの成功におけるその役割を縮小してきた。オフショア法域の多くの専門的実務家は、自身を「租税中立的」（tax neutral）と表現する。なぜなら、提案された取引または仕組みが本来活動する市場においてどんな租税負担を課されようと、オフショア法域における仕組みはいかなる追加的租税負担をも生じさせないためである。
数多くの圧力団体は、オフショア金融センターは租税を全くまたはごくわずかしか課さないことにより「不公正な租税競争」を行っているとほのめかし、これらの法域は経済活動と住民の双方についてより高い水準での課税を強制されるべきであると論じる。オフショア金融センターに対するその他の批判として、精巧な(きわめて複雑な)法域はオフショア法域の利用による税収の減少を防止するための租税法制を発展させているのに対して、未発展な国は、税収の減少には耐えられないにもかかわらず、オフショア金融の仕組みの利用の急速な進展に追いつくことが出来ない、というものもある。

## 規制
オフショア・センターは規制負担の軽さによって利益を得ている。オフショアに登録するヘッジ・ファンド（その性質上、ハイリスク投資戦略を採用する。）のうち極めて高い割合のものは、租税負担よりもむしろ規制の軽さによって動機づけられているものと推定されている。多くの資本市場における債券発行はオフショア金融センターに設立されたSPVを用いた仕組みになっており、その目的は、当該発行に伴う規制上のお役所仕事の量を特に最小化するためである。
オフショア・センターは、歴史的に、違法な活動による収益を洗浄する場であるとみられてきた。しかしながら、2000年代における透明化に向けた動きと厳格な資金洗浄対策規制の導入を経て、今や、オフショアは多くの場合において多くのオンショア金融センターに比べてよりよく規制されていると論じられることもある。例えば、多くのオフショア法域においては、ある者が信託の受託者となるためには免許が必要となるが、これに対して（例えば）英国および米国においては、誰が受託者たり得るかについて何らの制限も規制もない。主要なオフショア金融センターは、資金洗浄に関する金融活動作業部会の「40+9」の勧告事項について、OECD加盟国の多くよりも、より遵守している。
論者によっては、オフショア金融センター間で精巧さ(複雑さ)の水準が異なることが規制アービトラージの原因となり、 底辺への競争に油を注ぐことへの懸念が表明されてきたが、市場から得られる証拠による限り、投資家は規制水準の低い法域よりもよりよく規制された法域を利用することを好むことが示されているようである。あるオーストラリアの研究者の研究では、多くのOECD加盟国においては、オフショア法域に比べて、幽霊会社を設立することはより容易であることが示されている。。グローバル・ウィットネスのレポート「Undue Diligence」では、国の資源や財源を私物化する政治家は、略奪した資金の行き先としてオフショア口座ではなくOECD加盟国の銀行を用いることが示されている。

## 機密性
オフショア法域に対する批判者は、当該法域における過剰な秘密性を指摘する。特に、オフショア会社の実質的所有者やオフショア銀行口座に関する秘密性である。しかしながら、多くの法域において銀行はその顧客の機密性を維持しているし、主要なオフショア法域の全ては、捜査機関が疑わしい銀行口座に関して情報を得るための適切な手続を有しており、そのことはFATFの格付に示されている。多くの法域はさらに、例えばアントン・ピラー命令のような私人に利用可能な救済手段も有しており、これは、ある銀行口座が違法行為の一部として用いられたと当該法域の裁判所を説得することができれば利用することができる。
同様に、多くのオフショア法域は会社に関連する情報は限られた量しか公開していないものの、このことは米国の多くの州でも同様であり、株主名簿や会社の口座が公衆縦覧に付されていることはまずない。信託と無限責任組合については、世界にはその登録を求める法域はごくわずかであり、その仕組みに関わる人々の詳細の公開を求めるなどということについては、言うまでもない。
制定法上の銀行の守秘義務は、いくつかの金融センター、特にスイスとシンガポールの特徴である。しかしながら、多くのオフショア金融センターにおいては、そのような制定法上の権利は存在しない。アルバ、バハマ、イギリス領ヴァージン諸島、ケイマン諸島、ジャージー、ガーンジー、マン島およびオランダ領アンティル諸島は、OECDモデルに基づいて租税情報交換協定を締結しており、これにより本国税制への違反の疑いのある非居住者については財務情報が共有されている。

## 国際取引への影響
オフショア・センターは、グローバルな取引の導管として機能し、国際的な資本移動を促進している。国際的なジョイント・ベンチャーを設立する場合も、そのいずれの当事者も無用な課税を招くことをおそれて相手方当事者の本国に設立することを望まない場合には、しばしばオフショア法域の会社として設立することになる。多くのオフショア金融センターは依然としてほとんどまたは全く課税しないが、オンショアの租税法制がますます精巧化(きわめて複雑化)されたため、取引の仕組みをオフショアに移すコストに比べて税務上のメリットがほとんどない場合もある。
近年、いくつかの研究において、オフショア金融センターの世界経済への影響がより幅広く検証され、これらの法域における銀行間の激しい競争が、付近のオンショア市場における流動性の増大をもたらしていることが示された。小さなオフショア・センターに近接していることは、クレジット・スプレッドおよび金利の抑制につながることが示され、ジェームズ・ハインズ（James Hines）のレポートは次のように結論づける。「オフショア・センターと密接な関係を有する国においては、いかなる方法であれより自由に信用供与を得ることができる。」（"by every measure credit is more freely available in countries which have close relationships with offshore centers."）。
低税率金融センターは、新興市場への投資における導管としてますます重要となっている。例えば、昨年のインドへの外国直接投資の44％はモーリシャス経由であり、ブラジルへの外国直接投資の3分の2以上がオフショア・センター経由であった。ブランコ（Blanco）とロジャーズ（Rogers）は、オフショア・センターへの近接性と後発開発途上国への投資の間には正の相関があることを示した。オフショア・センターへの外国直接投資が1ドル増加すると、近隣の発展途上国への外国直接投資が平均0.07ドル増加するのである。

## オフショア金融のためのビークル
オフショア金融センターの基礎をなすのは、オフショア・ビークルの組成である。典型的には次のようなものがある。
- オフショア会社
- オフショア・パートナーシップ
- オフショア信託
- 財団法人[注 3]

オフショア・ビークルは様々な理由によって組成される。
合法な理由には次のようなものがある。
- 資産保有ビークル：多くの企業集団は数多くの資産保有会社を有し、しばしばハイリスク資産は別個の会社に置かれ、グループ本体に法的リスクが及ばないようにされる（すなわち、アスベストに関連する資産の場合については、イングランドの Adams v Cape Industries事件を参照。）。同様に、船舶をまとめて別個のオフショア会社に所有させることで、環境法制に基づくグループ責任の回避を試みることも極めて普通である。

- 資産保護：政治的に不安定な国に住む富裕な個人が、居住国における公用収用のおそれや為替管理規制を回避するため、家産を保有させるためにオフショア会社を利用する。この仕組みは、当該資産が外国で得られたものである場合か相当期間外国に置かれている場合（年間の為替管理上の割当額の合計額について）に、最も有効に機能する[注 4]。

- 遺留分の回避：フランスからサウジアラビア（さらには米国ルイジアナ州）に至るまで、多くの国は、その相続法において遺留分を規定し、遺言者がその死に際して資産を分配する自由を制限している。資産をオフショア会社に置き、当該オフショア法域の法に基づいて、オフショアにあるその株式のために（通常は、当該目的のための特定の遺言または遺言補足書について）検認を行うことで、遺言者はその制限を回避することができる場合がある。

- 集団的投資スキーム：ミューチュアル・ファンド、ヘッジ・ファンド、ユニット・トラストおよびSICAVは、国際的な販売を容易にするためにオフショアで組成される。低税率法域に置かれることで、投資家は自身の本国または居住国における課税のみを考慮すれば足りることとなる。

- デリバティブ取引：富裕な個人は、しばしばオフショア・ビークルを組成して、デリバティブ取引などのリスクの高い投資を行う。こういった取引は、煩わしい金融市場規制のために直接に行うのは極めて困難なのである。

- 為替管理取引ビークル：本国への送金に関して、為替管理があり、または政治的リスクの増大があると考えられる国においては、主要な輸出業者は、オフショアに取引ビークルを組成し、輸出による売上げを、さらなる投資が必要となるときまで、そのオフショア・ビークルに置いておく。このような性質の取引ビークルは、数多くの株主代表訴訟において、取引ビークルの所有権を操作することで、多数株主は少数株主に対する取引利益の公正な分配を違法に回避している、として批判されている。

- ジョイント・ベンチャー・ビークル・オフショア法域はしばしばジョイント・ベンチャー会社の設立のために用いられる。妥協による中立的な法域という理由や（例えばTNK-BP。）、かつ／または、当該ジョイント・ベンチャーの本拠地の会社法や商法が十分に精巧(高度に複雑)化されていないといった理由によるものである。

- 株式上場ビークル：成功を収めた会社ではあるが、本国の会社法が未発展であるがゆえに上場することができないものは、しばしば、その株式をオフショア・ビークルに譲渡し、当該オフショア・ビークルを上場させる。オフショア・ビークルは、NASDAQ、AIM、香港証券取引所およびシンガポール証券取引所に上場される。香港ハンセン株価指数に含まれる会社の90％超がオフショア法域で設立されているものと見積もられている。2006年中にAIMに上場した会社の35％はオフショア金融センターのものである[39]。

- 資金調達ビークル：大規模な企業グループは、しばしば、オフショア会社を、時として自己の支配が及ばない形で組成し、これによって（債券発行またはシンジケート・ローンの方法で）資金調達を行うとともに、当該資金調達を、適用される会計処理に従ってオフバランスとする。債券発行に関しては、オフショアSPVはしばしば資産担保証券の発行（特に証券化）のために用いられる。

不法な理由には次のものがある。
- 債権者からの財産隠匿：多額の負債を抱えた者は、金銭および資産を匿名のオフショア会社に移転し、破産の効果を回避しようとすることがある[注 5]

- 粉飾決算：エンロンやパルマラット、オリンパスの不祥事により、いかにして会社がオフショア・ビークルを用いて決算報告を操作するかが明らかにされた。

- 脱税：件数を突き止めることは困難であるが、富裕な個人が、その所有するオフショア・ビークルによる所得を申告しないことによって不法に脱税を行うものと、広く考えられている。また、グラクソ・スミスクラインやソニーといった多国籍企業は、その本国たる高税率法域から非課税のオフショア・センターに対して利益の移転を行っていると非難されてきた[40]。

### 船舶・航空機の登録
多くのオフショア金融センターは、船舶（バハマとパナマが著名）または航空機（アルバ、バミューダおよびケイマン諸島が著名）の登録も行う。
航空機は、新興市場の航空会社がそのリースまたは購入に当たってオンショア金融センターから資金を調達する場合に、よくオフショア法域で登録を受ける。資金提供者は航空会社の本国において当該航空機が登録を受けることを許容したがらず（これは、当該国が民間航空に対する十分な規制を有していないためか、または、航空機に対する担保権実行が必要になった場合に当該国の裁判所が完全には協力的でないと想定されるためである。）、かつ、航空会社は資金提供者の法域（大抵は米国または英国）において航空機の登録を受けたがらない（個人的もしくは政治的な理由のためか、または航空機について偽の訴訟や差押えの可能性をおそれるためである。）。
例えば、2003年には、国有航空会社であるパキスタン国際航空は、8機のボーイング777の購入の一環として、その保有する全ての航空機をケイマン諸島において再登録を受けた。米国の銀行は航空機が引き続きパキスタンで登録を受けることを許容せず、かつ、航空会社は米国で航空機登録を受けることを拒んだためである。

### 保険
数多くのオフショア法域は、リスク・マネジメントのために当該法域内でキャプティブ保険会社を設立することを促進している。より精巧なオフショア保険市場においては、オンショア保険会社は当該法域においてオフショア子会社を設立し、オンショアの親会社が引き受けたリスクを再保険により移転することで、準備金および資本の必要額を減額することもできる。オンショア再保険会社もまた、オフショア子会社を設立して壊滅的なリスクを再保険で移転することができる。
バミューダの保険・再保険市場は、今や世界で3番目に大きい。第一次保険市場がますますバミューダに集中しつつあるとの兆候もみられる。2006年9月には、FTSE 250に含まれる保険会社であるヒスコックスPLC（Hiscox PLC）は、課税上および規制上のメリットによりバミューダに移転する計画を公表した。

### 集団投資スキーム
多くのオフショア法域は集団投資スキームまたはミューチュアル・ファンドの組成に特化している。市場の主導者はケイマン諸島であり、世界のヘッジ・ファンドの約75％、当該産業における運用資産総額として見積もられる1.1兆ドルのうち半分近くを抱えているものと見積もられており、その後を追うのがバミューダだが、市場の動向としては数多くのヘッジ・ファンドが今やイギリス領ヴァージン諸島において組成されている。2005年末時点で、ケイマン諸島には7106のヘッジ・ファンドが登録され、イギリス領バミューダ諸島には2372、そしてバミューダは1182である。これらの数字は、他の種類の集団投資スキームを含んでいない。Hedgeweekにおけるデロイトによる近年の調査も参照のこと。
しかしながら、ミューチュアル・ファンドの組成に係るオフショア法域のより大きな魅力は、通常は、規制上の考慮にある。オフショア法域は、ミューチュアル・ファンドが追及し得る投資戦略に対して（仮にあるとしても）ほとんど規制しておらず、ミューチュアル・ファンドがその投資戦略において採用し得るレバレッジの程度についても制限を課していない。多くのオフショア法域（バミューダ、イギリス領ヴァージン諸島、ケイマン諸島およびガーンジー）は、ミューチュアル・ファンドとして利用するための分別ポートフォリオ会社（segregated portfolio company：SPC）の設立を許容している。類似の会社型ビークルはオンショアでは利用できないこともまた、オフショアで設立されたファンドの隆盛に寄与している。

### 銀行業
伝統的に、数多くのオフショア法域は、銀行免許を比較的わずかな審査によって与えてきた。国際的なイニシアティヴによってこの運用は止められ、今やごくわずかなオフショア金融センターしか、主要なオンショア法域で銀行免許を有しないオフショア銀行に銀行免許を発行していない。オフショア銀行についての最新の信頼できる数としては、ケイマン諸島が285行の免許を受けた銀行を抱え、バハマ は301行である。これに対して、イギリス領ヴァージン諸島はたった7行しか免許を受けたオフショア銀行を擁していない。

## 主要なオフショア金融センターの一覧
IMFによりオフショア金融センターとされる法域の一覧は、オンラインで公開されている。多くのオフショア金融センターは、現在のまたはかつての英国の植民地または王室属領であり、しばしば自身を単純にオフショア法域と呼ぶ。見方によっては、もっとたくさんの国がオフショア金融センターであるが、以下に掲げる法域はオフショア金融の主要な行き先であると考えられている。
- バミューダ：キャプティブ保険について市場の主導者であり、オフショア・ファンドおよび航空機登録においても強いプレゼンスを有する。

- イギリス領ヴァージン諸島：最大数のオフショア会社を抱える[注 8]。

- ケイマン諸島：オフショア・ファンドの運用資産総額では最大であり、米国の証券化市場においても強いプレゼンスを有する。

- ジャージー：イギリスの王室属領はその全てがオフショア・センターであるが、その中で最も国際的である。ジャージーは特に強力な銀行セクターとファンド運用セクターを有し、弁護士やファンド・マネージャーなどの専門的なアドバイザーが多数集中している[47]。

- ルクセンブルク：UCITSについては市場の主導者であり、最大のオフショア・ユーロ債の発行者と考えられているが[要出典]、公式の統計による裏付けはない。

- ニュージーランド：最も遠距離にある法域であるが、真に主要な法域としてのメリットと、強力だが実際的な規制体制を備えている。アジア市場向きの位置ではあるが、ヨーロッパとの緊密な結びつきも保持している。

- シンガポール：近時、資産管理センターとして評判を高めており、2009年グローバル金融センター指数では世界第4位である。この国はヘッジ・ファンドのハブであり、そのプライベート・バンキング産業は毎年30％の割合で成長している[48]。

以下の著名なオフショア・センターは今はニッチな市場に特化している。
- バハマ：相当数の登録船舶を有する。バハマはかつてはオフショア金融の世界で支配的勢力であったが、独立を経て1970年代に失墜した[注 9]

- パナマ：重要な国際海事センターである。パナマは（バミューダとともに）最も古いオフショア法人の設立地の1つであったが、パナマはその重要性を1990年代初期に失った[注 10]。パナマは、今は法人設立数についてはイギリス領ヴァージン諸島についで第2位である[49]。

FATFによる資金洗浄対策に非協力的な国・地域の一覧も参照。

## グローバル金融センター指数
規制の評判および基準はオフショア・センター全体において一様でない。2010年のグローバル金融センター指数（GFCI）は全ての国際金融センターについてデータを収集し、世界の5つの主導的なオフショア金融センターとして、次のリストを公表している（全てイギリスの主権のおよぶ地域である。）。
1. ジャージー
2. ガーンジー
3. マン島
4. バミューダ
5. ケイマン諸島

2009年12月には、GFCIの主導的なオフショア金融センターに所在する専門サービス事務所・企業のグループが、国際金融センター・フォーラム（International Financial Centre Forum）を立ち上げた。。そのウェブサイトによると、同フォーラムは、小規模な国際金融センターの世界経済における役割について信頼できるバランスのとれた情報を提供することを目的としている。

## 近時の進展

### EUの源泉徴収課税
欧州連合は近時、数多くのオフショア金融センター（特にバルバドスとバミューダは例外である。）に対して欧州連合源泉徴収課税および情報交換に関する指令に署名させた。この規制は各国法によって施行されるが、その下では、これらの法域で銀行口座を有するEUに居住する国民は、15％の源泉徴収課税（これはオフショア法域と口座保有者の居住国に分割される。）を受け入れるか、または銀行に対して居住国との完全な情報交換を許容しなければならない。
多くの大規模な法域（特に香港とシンガポール）は指令への署名を拒否した。施行によって、この指令は、予測されていたよりもずっと少ない額しか取り戻せなかったが、これが規制が実効性を欠いたためなのか、オフショア銀行口座にあると予測されていた額が大幅に過剰であったことが明らかになっただめかについては、争いがある。同様に、広く予測されていた香港およびシンガポールへの資金の逃避は実際には起こらなかった。
2006年5月のイギリスにおける特別委員の決定により、同国歳入当局は、イギリスを本拠とする銀行に対しては、違法性が疑われる場合にオフショア銀行預金の情報の開示を強制できるようになった。これは、顧客が情報交換よりも源泉徴収課税を選択した場合であってもである。

### OECDリスト
2000年のレポートTowards Global Tax Competitionにおいて、経済協力開発機構 (OECD)は、金融事業を優遇する税制の存在と租税情報の交換手続の欠如を根拠に、47の法域をタックス・ヘイヴンとして特定した。2000年から2002年4月の間に、31の法域がOECDの透明性および情報交換の基準を実施することを正式に確約し、これらはタックス・ヘイヴンのリストから除外された。
アンドラ、リヒテンシュタイン、リベリア、モナコ、マーシャル諸島、ナウルおよびバヌアツは透明性および情報交換についてその時点では確約していなかったため、2002年4月にOECD租税委員会によって「非協力的なタックス・ヘイヴン」として名指しされた。これら全ての法域はその後その立場を翻し、もはやタックス・ヘイヴンとはみなされていない。
2009年4月のG20ロンドン・サミットの中で、G20の指導者らがタックス・ヘイヴンを取り締まることに合意した後、OECDは、国際的に合意された課税基準を実施する必要のある国のリストを公開した。
2009年5月には、OECD租税委員会は残存する3つの法域（アンドラ、リヒテンシュタインおよびモナコ）を非協力的なタックス・ヘイヴンのリストから除外することを決定した。これらの国がOECDの透明性および実効的情報交換の基準とその実施に向けて作成した工程表に確約したためである。その結果、現在ではOECD租税委員会により非協力的なタックス・ヘイヴンとしてリストに掲載された法域は存在しない。